# Romina Pourmokhtari

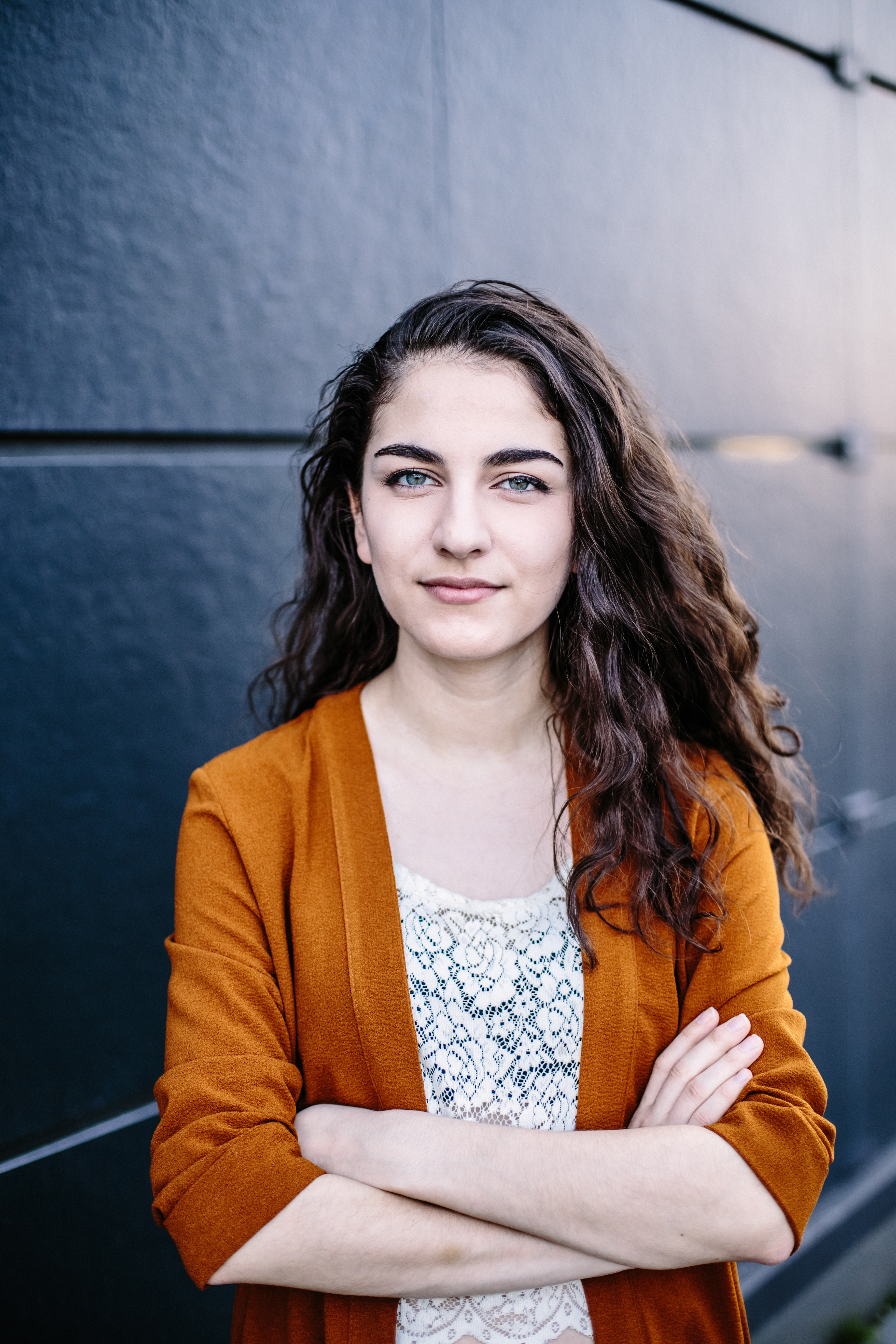
Romina Pourmokhtari (2019)

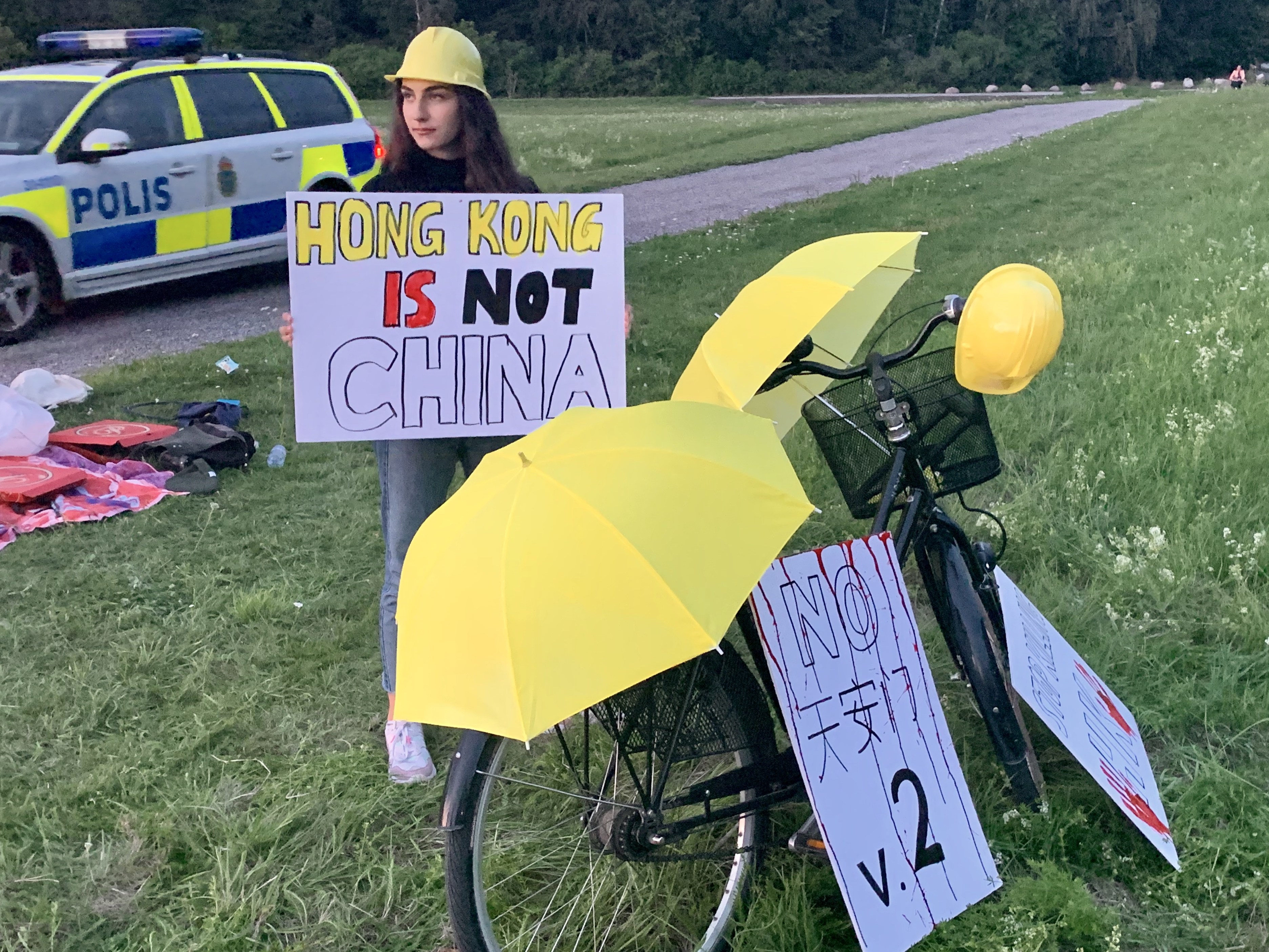
Romina Pourmokhtari demonstriert vor der chinesischen Botschaft in Stockholm

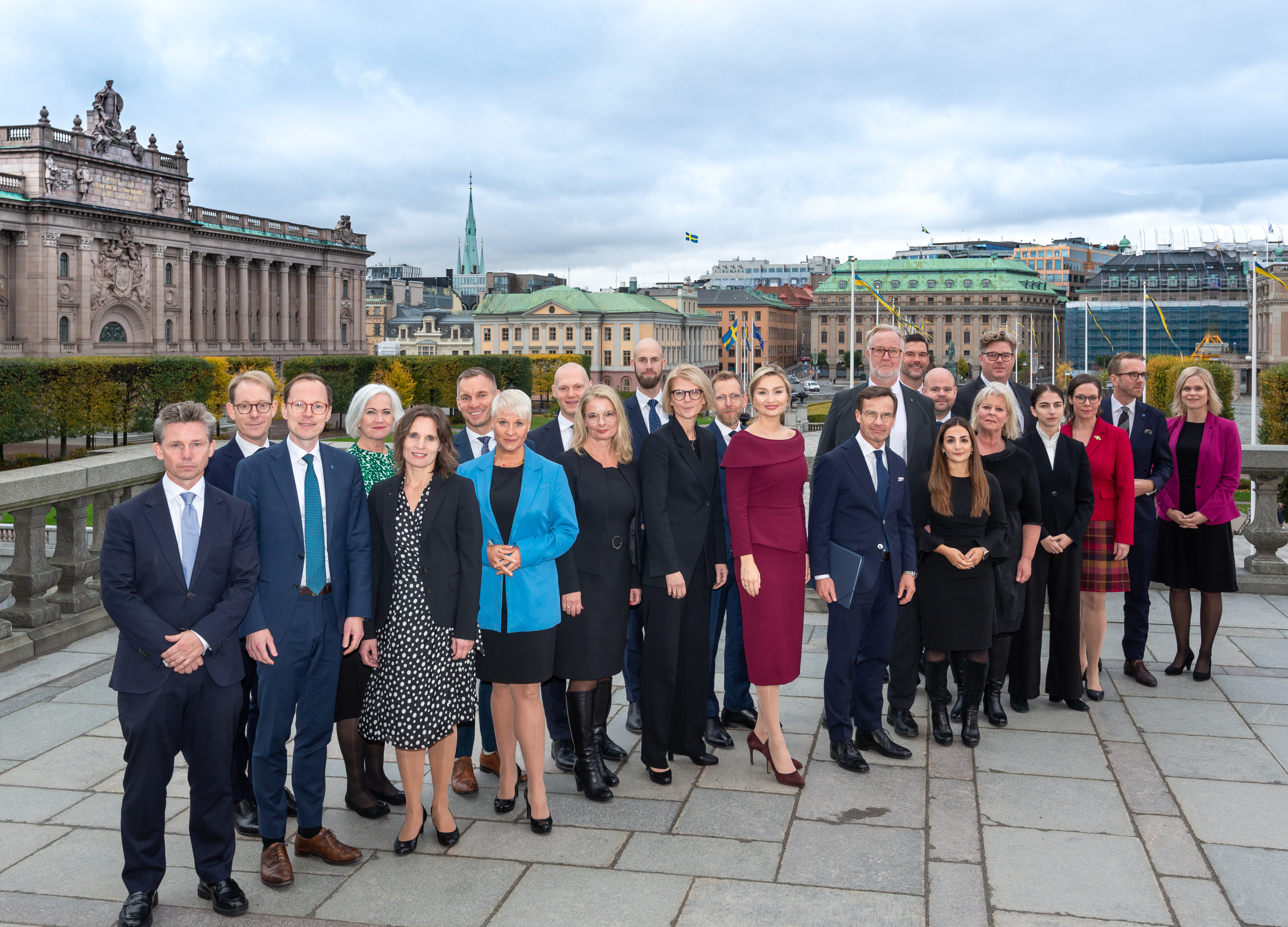
Kabinett Kristersson

Romina Pourmokhtari (* 12. November 1995 in Sundbyberg, Schweden) ist eine schwedische Politikerin der Liberalerna (L, deutsch Die Liberalen). Sie ist seit 18. Oktober 2022 Umwelt- und Klimaministerin in der Regierung Kristersson. Zudem ist sie Mitglied des Schwedischen Reichstags. Pourmokhtari wurde mit 26 Jahren die jüngste Kabinettsministerin in Schweden.

## Herkunft, Ausbildung, Leben
Pourmokhtaris Vater kam aus dem Iran nach Schweden. Früh wurde ihr Interesse an Politik aufgrund der Fluchterfahrung des Vaters geweckt. Nach ihrem Schulabschluss am Blackebergsgymnasium studierte sie an der Universität Uppsala Politikwissenschaften.
Vor ihrer politischen Karriere arbeitete Pourmokhtari in der Gastronomie und als Sekretärin.
2022 debütierte sie als Autorin mit der autobiografischen Erzählung Chicken Nuggets på krita (Chicken Nuggets auf Pump).
Pourmokhtari lebt in Sundbyberg.

## Politische Laufbahn
Pourmokhtari trat 2013 der Jugendorganisation der Liberalen, Liberala ungdomsförbundet (LUF), bei. 2019 wurde sie zur Vorsitzenden gewählt. Sie kündigte an, ihr Amt als Vorsitzende im November 2022 niederzulegen.
Im Januar 2022 listete Expressen Pourmokhtari unter den einflussreichsten Politikern Schwedens unter 30 Jahren.
In Bezug auf ihre Ernennung zur Umwelt- und Klimaministerin sagte Pourmokhtari am 18. Oktober 2022: „Es braucht eine Ministerin, die die Wichtigkeit dieser Fragen einsieht.“

## Veröffentlichungen
- Romina Pourmokhtari: Chicken nuggets på krita. Timbro, Stockholm 2022, ISBN 978-91-7703-289-2.